# Ахломов, Виктор Васильевич
Виктор Васильевич Ахломов (15 марта 1938—15 апреля 2017, Москва, Россия) — советский и российский фотожурналист, заслуженный работник культуры РСФСР (1967), лауреат премии Союза журналистов РФ.

## Биография
Окончил курсы фоторепортёров при ЦДТ. В 1960 году пришел на работу в только что созданное приложение «Известий» —"Неделя". Работал в штате газеты «Известия» более полувека.
За годы работы в издании стал хроникёром советской и постсоветской эпох. В своих фотографиях он запечатлел многие важные общественные события и многих известных личностей, среди которых Анна Ахматова, Андрей Вознесенский, Белла Ахмадулина, Булат Окуджава, Юрий Гагарин, Юрий Никулин, Роберт Рождественский, Александр Солженицын, Корней Чуковский и другие.
Являлся почётным членом Союза фотохудожников России.

## Фильмография
- 1981 — Отражение (мультфильм) — посетитель выставки

## Награды и звания
- Заслуженный работник культуры РСФСР (1967)[4]
- Лауреат премии Союза журналистов РФ
- Четырёхкратный лауреат престижного конкурса World Press Photo (с 1973 по 1976)
- Обладатель «Золотого глаза» — высшей награды российской фотожурналистики